# Джон Дрінквотер
Джон Дрінквотер (1 червня 1882 — 25 березня 1937) — англійський поет і драматург. До Першої світової війни він був відомий як один із поетів Даймока, його вірші увійшли до всіх п'яти томів антології Грегоріанської поезії (під редакцією Едварда Марша, 1912—1922). Після Першої світової війни він здобув популярність як драматург і був тісно пов'язаний з Бірмінгемським репертуарним театром.

## Біографія
Джон Дрінквотер народився в Лейтонстоуні, графство Ессекс (нині Великий Лондон), у сім'ї актора/письменника Альберта Едвіна Дрінквотера (1851—1923) та Енні Бек (уроджена Браун). Він працював страховим клерком. У період безпосередньо перед Першою світовою війною він був одним із групи поетів, пов'язаних із селом Даймок у графстві Глостершир, разом із Рупертом Бруком, Ласселесом Аберкромбі, Вілфрідом Вілсоном Гібсоном та іншими.
У 1918 році він мав перший великий успіх зі своєю п'єсою «Авраам Лінкольн» . У подібному ключі він написав низку інших п'єс, зокрема Марію Стюарт і Олівера Кромвеля. У 1927 році компанія Джорджа Х. Дорана опублікувала книгу Дрінквотера «Олівер Кромвель: Дослідження характеру» .
Після «Смерті Леандра» в 1906 році став публікувати свої вірші; перший том його Зібрання віршів вийшов у 1923 році. Він також укладав антології та писав літературну критику (наприклад , Суїнберн: оцінка (1913)), а пізніше став менеджером Бірмінгемського репертуарного театру.
У грудні 1924 року він одружився з концертною скрипалькою Дейзі Кеннеді, колишньою дружиною Бенно Мойсеєвича. Їхня донька, Пенні Дрінквотер, стала експерткою вина та членом кола авторів, які писали про вино.

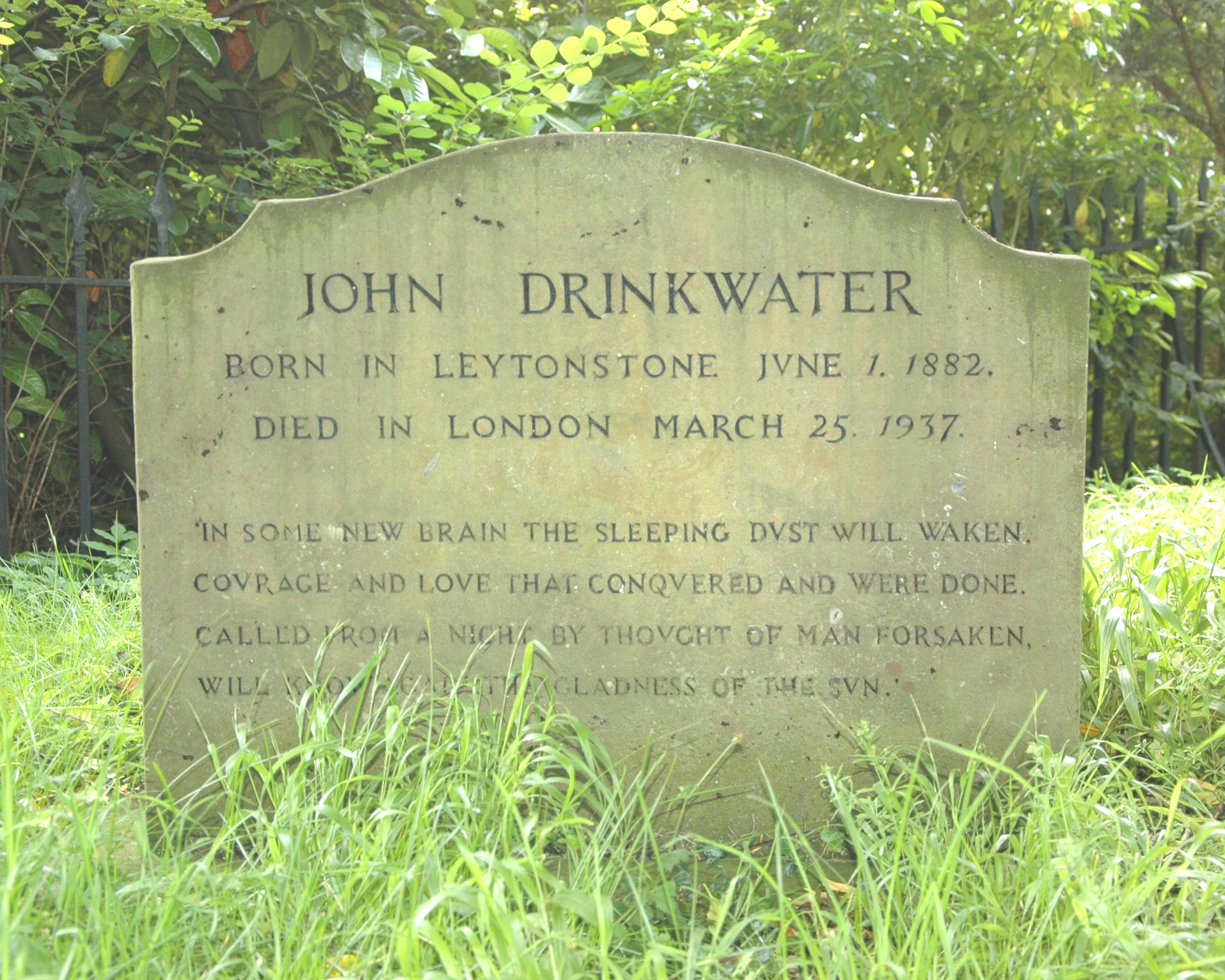
Могила Джона Дрінквотера в Піддінгтоні, Оксфордшир.

Джон Дрінквотер помер у Лондоні в 1937 році у віці 54 років Він похований у Піддінгтоні, графство Оксфордшир, де проводив літні канікули в дитинстві.